# Zakłócanie spokoju
Zakłócanie spokoju – wykroczenie polegające na zakłócaniu krzykiem, hałasem, alarmem lub innym wybrykiem spokoju, porządku publicznego lub spoczynku nocnego albo wywoływaniu tym samym sposobem zgorszenia w miejscu publicznym.
Zagrożone karą aresztu, ograniczenia wolności albo grzywny. Sprawca podlega takiej samej karze, jeżeli czyn jest chuligański lub sprawca w czasie popełnienia czynu znajdował się pod wpływem alkoholu (§ 2). Karalne jest również podżeganie i pomocnictwo (§ 3).

## Cisza nocna
Według polskich prawników i sądów cisza nocna to czas w porze nocnej przeznaczony na odpoczynek, który nie powinien być zakłócany. Przestrzeganie ciszy nocnej jest jedynie zwyczajem, który uznają prawnicy i sądy. W polskim prawie czas ciszy nocnej nie jest określony.
Godziny ciszy nocnej mogą być ustalane w regulaminie porządkowym spółdzielni mieszkaniowej. Czas powszechnie uznawany za ciszę nocną to okres między godziną 22 a 6 rano. Przyjmuje się, że poziom hałasu w strefie zamieszkania nie powinien przekraczać 50–60 decybeli.